# Dihok
Dihok (in curdo Dihok‎; in arabo دهوك‎?, Dahūk; in siriaco ܢܘܗܕܪܐ, Nohadra), chiamata anche Dahuk, è una città del Kurdistan iracheno, ed è capoluogo del governatorato di Dihok.
Fino agli anni settanta era un piccolo villaggio di poche migliaia di abitanti situato su di una valle, sulle rive di un piccolo torrente; un villaggio di transito da Mosul verso le montagne del Kurdistan dell'Iraq. La città è cresciuta a dismisura già dagli anni ottanta tanto che oggi conta una popolazione di più di 340 871 abitanti (calcolati per il 2018).
Passa per Dihok la superstrada, larga almeno 3 corsie per ciascuna direzione, che passando da Musil (a sud) si dirige verso i monti del nord fino in Turchia.
Dihok ha nelle sue vicinanze anche un lago artificiale con diga lunga circa 200 metri.
La città è architettonicamente povera di edifici storici e la sua particolarità è data dalla natura circostante. Basta uscire pochi passi dalla città per immergersi nel verde dei monti e delle praterie del Kurdistan.
Dihok è sede eparchiale della Chiesa cattolica caldea (eparchia di Dihok).